# Décision stratégique
Les décisions stratégiques engagent l’entreprise sur une longue période puisqu’elles conditionnent la manière dont l’entreprise va se placer sur un marché de manière à retirer le maximum de profit des ressources qu’elle mobilise. On cherche alors à répondre à la question essentielle de l’entreprise qui est « que produire ? » et son corollaire qui est « quels moyens mettre en œuvre de manière efficace pour produire ? ». 
En définitive, il s’agit de définir la manière dont l’entreprise va s’insérer dans son environnement. 

## Prise de décision dans une entreprise

### Les trois volets[2]

#### Les produits ou services
Ce que l'entreprise veut offrir. Inclut aussi la profondeur et l'étendue de la gamme de produits proposés.

#### Manière d'utiliser les ressources
Celle-ci ajoute de la valeur aux produits ou aux services offerts.

### Les éléments influençant la prise de décision[3]

#### L'intuition
C'est le fait qu'un individu peut avoir le sentiment de devoir agir d'une certaine façon sans en savoir la raison. Cette méthode comporte beaucoup de risque et demande peu d'analyse. Le gestionnaire peut donc utiliser ce type de pressentiments afin de prendre une décision stratégique.

#### Les valeurs personnelles
La décision prise par un gestionnaire reflète généralement les valeurs et la culture prônées par celui-ci. Le gestionnaire prendra donc cette décision en lien avec ses propres considérations éthiques. Cette influence provenant des valeurs du gestionnaire envers les décisions va aussi agir sur le style de direction du gestionnaire ainsi que la performance de l'entreprise dans son ensemble.

#### Le jugement
Le jugement sous-entend que le décideur basera sa décision sur un événement ou une situation semblable et comparable vécue antérieurement. Il espère donc que les conséquences, à la suite de la prise de décision, soient semblables à celles vécues antérieurement. Il est cependant difficile de baser une décision entièrement sur le jugement car trop de variables viennent intervenir dans les situations, les rendant uniques